# High School Musical: El concierto
High School Musical: El Concierto fue una gira de conciertos a través de 40 ciudades, centrada en la popular Película Original Disney Channel, High School Musical, patrocinado por AEG Live y presentada por Buena Vista Concierts. El concierto se realizó en las ciudades de los Estados Unidos, Canadá y América Latina.
High School Musical: El Concierto fue distribuida de la franquicia de Disney Channel que ya ha producido un triple platino de venta y una banda sonora de la película prevista secuela.
Disney ya es un éxito de puntuación con otro concierto basado en un musical de TV, The Cheetah Girls, que se vende en un tour de salida de 88 ciudades.
El concierto, que incluyó canciones de la película, y también del elenco como de Corbin Bleu, Ashley Tisdale, Lucas Grabeel, Monique Coleman y Vanessa Hudgens. Zac Efron no se unió al resto del elenco, porque estaba terminando de trabajar en Hairspray. En lugar de él Drew Seeley se unió al elenco, quien fue el doble de voz en la primera película y además coescribió "Get'cha Head in the Game". Jordan Pruitt fue el show de apertura del tour.

## High School Musical: The Concert Tour
High School Musical: The Concert para Estados Unidos y High School Musical: El Concierto para Latinoamérica, fue la gira emprendida por el elenco de High School Musical y el cantante Drew Seeley (en reemplazo de Zac Efron) en 2006 y 2007.

### Repertorio
- Acto de Apertura - Jordan Pruitt:

1. "Jump to the Rhythm"
2. "Teenager"
3. "Outside Looking In"
4. "Miss Popularity"
5. "We Are Family"

(15 minutos de Intervención)
- Kids

### Lista de canciones
1. "Start of Something New" - Las 6 estrellas principales
2. "Stick to the Status Quo" - Cast
3. "I Can't Take My Eyes Off of You" - Las 6 estrellas principales
4. "When There Was Me and You" - Vanessa Hudgens
5. "Headstrong" - Ashley Tisdale
6. "We'll Be Together" - Ashley Tisdale
7. "He Said She Said" - Ashley Tisdale
8. "Be Good To Me" - Ashley Tisdale (Solo en Sao Pablo)
9. "Get'cha Head in the Game" - Drew Seeley, Corbin Bleu y los bailarines
10. "Dance with Me" - Drew Seeley (Background vocals by Belinda Peregrín)
11. "Push It to the Limit" - Corbin Bleu
12. "Marchin'" - Corbin Bleu
13. "What I've Been Looking For (Reprise)" - Drew Seeley y Vanessa Hudgens
14. "What I've Been Looking For" - Ashley Tisdale y Lucas Grabeel
15. "Let's Dance" - Vanessa Hudgens
16. "Say OK" - Vanessa Hudgens
17. "Come Back to Me" - Vanessa Hudgens
18. "Bop to the Top" - Ashley Tisdale y Lucas Grabeel.
19. "Breaking Free" - Drew Seeley y Vanessa Hudgens
20. "We're All in This Together" - Cast, Tony Anselmo, Jeannie Elias, Pamela Adlon, Elizabeth Daily, Kath Soucie and April Winchell

Notas:

La canción de Ashley Tisdale "Be Good To Me" nunca fue presentada en la gira de conciertos, el video musical para esta canción fue grabada en la previa de un concierto.

### Fechas de la gira
Estas son las fechas de la gira 2006-2007. Incluyen Estados Unidos, Canadá, Argentina, Chile, Brasil, Venezuela, México, Perú, Puerto Rico y República Dominicana.
| Norte América                         |                  |                |                                   |
| 30 de noviembre de 2006               | San Diego        | Estados Unidos | ipayOne Center                    |
| 1 de diciembre de 2006                | San José         | Estados Unidos | HP Pavilion                       |
| 3 de diciembre de 2006                | Phoenix          | Estados Unidos | Jobing.com Arena                  |
| 5 de diciembre de 2006                | Sacramento       | Estados Unidos | ARCO Arena                        |
| 6 de diciembre de 2006                | Stockton         | Estados Unidos | Stockton Arena                    |
| 8 de diciembre de 2006                | Bakersfield      | Estados Unidos | Rabobank Arena                    |
| 10 de diciembre de 2006               | Portland         | Estados Unidos | Rose Garden                       |
| 11 de diciembre de 2006               | Seattle          | Estados Unidos | Key Arena                         |
| 16 de diciembre de 2006               | Bossier City     | Estados Unidos | CenturyTel Center                 |
| 17 de diciembre de 2006               | Dallas           | Estados Unidos | American Airlines Center          |
| 18 de diciembre de 2006               | Houston          | Estados Unidos | Toyota Center                     |
| 20 de diciembre de 2006               | Tampa            | Estados Unidos | St. Pete Times Forum              |
| 21 de diciembre de 2006               | Orlando          | Estados Unidos | TD Waterhouse Centre              |
| 22 de diciembre de 2006               | Columbia         | Estados Unidos | Colonial Center                   |
| 23 de diciembre de 2006               | Charlotte        | Estados Unidos | Charlotte Bobcats Arena           |
| 27 de diciembre de 2006               | Greensboro       | Estados Unidos | Greensboro Coliseum               |
| 28 de diciembre de 2006               | Washington D. C. | Estados Unidos | Verizon Center                    |
| 29 de diciembre de 2006               | Uniondale        | Estados Unidos | Nassau Veterans Memorial Coliseum |
| 30 de diciembre de 2006               | Mánchester       | Estados Unidos | Verizon Wireless Arena            |
| 2 de enero de 2007                    | Toronto          | Canadá         | Air Canada Centre                 |
| 3 de enero de 2007                    | Rochester        | Estados Unidos | Blue Cross Arena                  |
| 4 de enero de 2007                    | Hartford         | Estados Unidos | Hartford Civic Center             |
| 6 de enero de 2007                    | Pittsburgh       | Estados Unidos | Mellon Arena                      |
| 7 de enero de 2007                    | Albany           | Estados Unidos | Pepsi Arena                       |
| 8 de enero de 2007                    | East Rutherford  | Estados Unidos | Continental Airlines Arena        |
| 10 de enero de 2007                   | Worcester        | Estados Unidos | DCU Center                        |
| 11 de enero de 2007                   | Filadelfia       | Estados Unidos | Wachovia Spectrum                 |
| 12 de enero de 2007                   | Charlottesville  | Estados Unidos | John Paul Jones Arena             |
| 13 de enero de 2007                   | Cincinnati       | Estados Unidos | U.S. Bank Arena                   |
| 14 de enero de 2007                   | Cleveland        | Estados Unidos | Wolstein Center                   |
| 16 de enero de 2007                   | Auburn Hills     | Estados Unidos | The Palace of Auburn Hills        |
| 17 de enero de 2007                   | Indianápolis     | Estados Unidos | Conseco Fieldhouse                |
| 18 de enero de 2007                   | Columbus         | Estados Unidos | Schottenstein Center              |
| 19 de enero de 2007                   | Chicago          | Estados Unidos | Allstate Arena                    |
| 21 de enero de 2007                   | Milwaukee        | Estados Unidos | Bradley Center                    |
| 22 de enero de 2007                   | St. Louis        | Estados Unidos | Scottrade Center                  |
| 23 de enero de 2007                   | Kansas City      | Estados Unidos | Kemper Arena                      |
| 26 de enero de 2007                   | Anaheim          | Estados Unidos | Honda Center                      |
| 27 de enero de 2007                   | Fresno           | Estados Unidos | Selland Arena                     |
| 28 de enero de 2007                   | Las Vegas        | Estados Unidos | Thomas and Mack Center            |
| América Latina                        |                  |                |                                   |
| Fecha                                 | Ciudad           | País           | Estadio                           |
| 15 de mayo de 2007 16 de mayo de 2007 | Buenos Aires     | Argentina      | Estadio Monumental de River Plate |
| 18 de mayo de 2007                    | Santiago         | Chile          | Estadio Nacional                  |
| 20 de mayo de 2007                    | São Paulo        | Brasil         | Estadio Morumbi                   |
| 21 de mayo de 2007                    | Río de Janeiro   | Brasil         | Maracanã Stadium                  |
| 22 de mayo de 2007                    | Caracas          | Venezuela      | Estadio Universitario de Caracas  |
| 23 de mayo de 2007                    | Lima             | Perú           | Estadio Nacional de Perú          |
| 24 de mayo de 2007 25 de mayo de 2007 | Monterrey        | México         | Auditorio Coca-Cola               |
| 27 de mayo de 2007                    | Ciudad de México | México         | Foro Sol                          |
| 29 de mayo de 2007 30 de mayo de 2007 | Guadalajara      | México         | Arena VFG                         |

## Álbum en vivo
High School Musical: The Concert es el primer álbum en vivo del grupo High School Musical. Se lanzó el 26 de junio de 2007 en Estados Unidos y luego en el resto del mundo. El 1 de mayo de 2007 se lanzó el álbum en versión CD+DVD juntos.
CD+DVD
- Disco 1: CD

1. "Start of Something New" - elenco High School Musical y Drew Seeley
2. "Stick to the Status Quo" - elenco High School Musical y Drew Seeley
3. "I Can't Take My Eyes Off Of You" - elenco High School Musical y Drew Seeley
4. "When There Was Me And You" - Vanessa Hudgens
5. "Get'cha Head In The Game" - Drew Seeley
6. "What I've Been Looking For (Reprise)" - Vanessa Hudgens y Drew Seeley
7. "What I've Been Looking For" - Ashley Tisdale y Lucas Grabeel
8. "Bop To The Top" - Ashley Tisdale y Lucas Grabeel
9. "Breaking Free" - Vanessa Hudgens y Drew Seeley
10. "We're All in This Together" - elenco High School Musical y Drew Seeley

Bonus Track
1. Push It To The Limit - Corbin Bleu
2. Say OK - Vanessa Hudgens
3. Dance With Me - Drew Seeley (Background vocals by Belinda Peregrín)
4. We'll Be Together - Ashley Tisdale

- Disco 2: DVD

1. Cinco presentaciones de High School Musical (Start of Something New , Get'cha Head In The Game , Bop To The Top , Breaking Free , We're All in This Together)
2. Entrevistas exclusivas al elenco
3. Preview para High School Musical : The Concert Extreme Access Pass

## DVD
1. Start of Something New - elenco High School Musical y Drew Seeley
2. Stick to the Status Quo - elenco High School Musical y Drew Seeley
3. I Can't Take My Eyes Off of You - elenco High School Musical y Drew Seeley
4. When There Was Me and You - Vanessa Hudgens
5. We'll Be Together - Ashley Tisdale
6. Get'cha Head in the Game - Drew Seeley y Corbin Bleu
7. Push it to the Limit - Corbin Bleu
8. Marchin' - Corbin Bleu
9. What I've Been Looking For (Reprise) - Vanessa Hudgens y Drew Seely
10. What I've Been Looking For- Ashley Tisdale y Lucas Grabeel
11. Say OK - Vanessa Hudgens
12. Bop to the Top- Ashley Tisdale y Lucas Grabeel
13. Breakin' Free - Vanessa Hudgens y Drew Seely
14. We're All in This Together - elenco High School Musical y Drew Seeley

Bonus Features
1. Acto de apertura de Jordan Pruitt (Jump to the Rhythm, Teenager, Outside Looking In, Miss Popularity)
2. High School Musical: On the Road
3. U Directo (Start of Something New , Get'cha Head In The Game , Bop To The Top , Breaking Free , We're All in This Together)
4. Avance High School Musical 2

## Información de la gira y el álbum en vivo
- El concierto fue grabado en formato CD/DVD y fue grabado en la presentación realizada en Houston, Texas el 18 de diciembre de 2006 en el Toyota Center. Esto normalmente duraba controlaba dos horas y media (150 minutos). El 1 de mayo de 2007, esto fue lanzado en formato de pack doble CD y DVD juntos.
- El productor del espectáculo, el director creativo y el director general eran el mismo director de la película y el coreógrafo Kenny Ortega.
- Durante la presentación de "Dance with me", en la pantalla gigante aparecen extractos del video donde se ve a Belinda Peregrín cantando durante los coros.
- En México el lanzamiento fue el 30 de abril de 2007. En Estados Unidos fue el 1 de mayo de 2007.
- El cast hizo cuatro visitas a América del Sur: Argentina, Brasil, Chile y Venezuela.
- En Brasil, el concierto realizado en la São Paulo, fueron presentadas las canciones "Be Good To Me" y "He Said She Said" de Ashley Tisdale y "Say OK" y "Let's Dance" de Vanessa Hudgens.

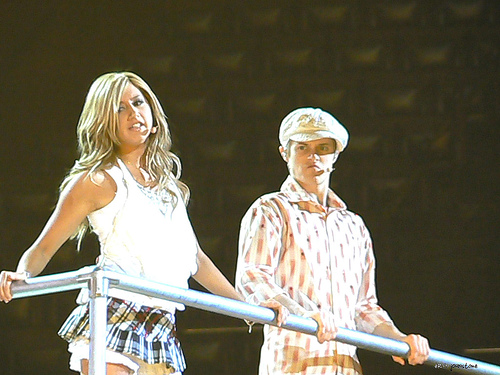
Ashley Tisdale junto a Lucas Grabeel presentando en vivo la canción "Stick to the Status Quo" en el Concierto.

- En México y Chile, Vanessa Hudgens y Ashley Tisdale cantaron algunos pedazos de las canciones "When there was me and you" y "What I've been looking for" en español. Esto fue transmitido por televisión en Disney Channel.
- En los conciertos realizados en Buenos Aires ninguna canción de Ashley Tisdale fue transmitida en la transmisión televisiva de los conciertos pero si ocurrió en el show en vivo.
- Cada miembro del cast que se presentó en la gira utilizó un micrófono de color diferente.
  - Drew Seeley: Azul
  - Ashley Tisdale: Rojo
  - Vanessa Hudgens: Amarillo
  - Lucas Grabeel: Naranja
  - Corbin Bleu: Blanco
  - Monique Coleman: Púrpura
- Mientras en el CD y DVD registraron el mismo espectáculo, hay pequeños detalles en los formatos donde se distinguen versiones ligeramente.
- El 18 de agosto de 2007, el director Kenny Ortega dijo que existían posibilidades de que haya una gira para promover High School Musical 2 y High School Musical 3: Senior Year, lo que haría una gira triple para las tres películas como una gira del adiós. También mencionó que será una especie de "festival".